# 天主教太平教區
天主教太平教區（拉丁語：Dioecesis de Thai Binh）是越南一個羅馬天主教教區。屬河內總教區。包括太平和興安兩省。
2004年有教友133,043人、102個堂區、57名司鐸。現任主教為阮文弟。其座堂是耶穌聖心座堂。
1936年3月9日設代牧區。1960年11月24日升為教區。